# Copris decellei
Copris decellei är en skalbaggsart som beskrevs av Yves Cambefort 1992. Copris decellei ingår i släktet Copris och familjen bladhorningar. Inga underarter finns listade i Catalogue of Life.